# Myiarchus sagrae
A Myiarchus sagrae a madarak osztályának a verébalakúak (Passeriformes) rendjébe, a királygébicsfélék (Tyrannidae) családjába tartozó faj.

## Rendszerezése
A fajt Juan Gundlach német-kubai zoológus és ornitológus írta le 1852-ben, a Muscicapa nembe Muscicapa sagrae néven.

## Alfajai
- Myiarchus sagrae lucaysiensis (H. Bryant, 1867)
- Myiarchus sagrae sagrae (Gundlach, 1852)[2]

## Előfordulása
Az Amerikai Egyesült Államok déli részén, valamint a Bahama-szigetek, a Kajmán-szigetek, Kuba és a Turks- és Caicos-szigetek területén honos. 
Természetes élőhelyei a szubtrópusi és trópusi síkvidéki és hegyi esőerdők, mangroveerdők és bokrosok, valamint másodlagos erdők. Állandó, nem vonuló faj.

## Megjelenése
Testhossza 22 centiméter.
|  |

## Természetvédelmi helyzete
Az elterjedési területe nagyon nagy, egyedszáma ugyan csökken, de még nem éri el a kritikus szintet. A Természetvédelmi Világszövetség Vörös listáján nem fenyegetett fajként szerepel.